# Łoje-Awissa (gromada)
Łoje-Awissa (początkowo Łoje Awissa, bez łącznika) – dawna gromada, czyli najmniejsza jednostka podziału terytorialnego Polskiej Rzeczypospolitej Ludowej w latach 1954–1972.
Gromady, z gromadzkimi radami narodowymi (GRN) jako organami władzy najniższego stopnia na wsi, funkcjonowały od reformy reorganizującej administrację wiejską przeprowadzonej jesienią 1954 do momentu ich zniesienia z dniem 1 stycznia 1973, tym samym wypierając organizację gminną w latach 1954–1972.
Gromadę Łoje Awissa z siedzibą GRN w Łojach Awissie utworzono – jako jedną z 8759 gromad – w powiecie łomżyńskim w woj. białostockim, na mocy uchwały nr 18/V WRN w Białymstoku z dnia 4 października 1954. W skład jednostki weszły obszary dotychczasowych gromad Łoje Awissa, Racibory, Czachy, Barwiki, Szlasy, Brychy i Pluty ze zniesionej gminy Przytuły w tymże powiecie. Dla gromady ustalono 12 członków gromadzkiej rady narodowej.
31 grudnia 1959 do gromady Łoje-Awissa przyłączono wsie Kąty, Biedry i Chyliny ze znoszonej gromady Nadbory oraz wsie Dusze, Dębówka, Trzaski, Szyjki i Pieńki-Grodzisko (Pieńki) ze zniesionej gromady Wagi.
Gromada przetrwała do końca 1972 roku, czyli do kolejnej reformy gminnej. Wraz z jej zniesieniem sołectwa Łoje Awissa, Racibory, Czachy, Barwiki, Szlasy i Brychy włączono do powiatu grajewskiego, gdzie wszedł w skład nowo utworzonej gminy Radziłów.